# Adolphe d'Ennery
Adolphe d'Ennery, ursprungligen Philippe, född 17 juli 1811 i Paris, Frankrike, död 25 januari 1899 i Paris, var en fransk författare, verksam som operalibrettist.
Tillsammans med andra medarbetare skrev Adolphe Philippe över 200 teaterpjäser, alla tillhörande dagslitteraturen. Ett flertal har uppförts i Sverige. Bland de mera kända märks Don César de Bazan (1844, uppförd i Stockholm samma år), Le roman comique (1846), omarbetad av August Blanche till Ett resande teatersällskap. Bland hans musiktexter märks libretton till Adolphe Adams opera Si j'étais roi (1852, svensk översättning "Konung för en dag" 1882).